# Phyllocnistis selenopa
Phyllocnistis selenopa là một loài bướm đêm thuộc họ Gracillariidae, known from Guadalcanal, in quần đảo Solomon, cũng như Ấn Độ và Sri Lanka. Ấu trùng ăn Melia azedarach.